# Halvány hikoridió
A halvány hikoridió (Carya pallida) a bükkfavirágúak (Fagales) rendjébe sorolt diófafélék (Juglandaceae) családjában a hikoridió (Carya) nemzetségben a valódi hikorik (Carya fajcsoport) egyik faja. Magyar neve az elfogadott tudományos név tükörfordítása; Amerikában „sand hickory” (homoki hikori) néven ismert. Nevezik „halvány levelű” (pale leaf) hikorinak is.

## Származása, elterjedése
Az atlantikus–észak-amerikai flóraterület déli részén endemikus. Állománya stabil; további védelmet nem igényel.

## Megjelenése, felépítése
30 m magasra is megnövő fa. Nevét halványszürke, durva kérgéről kapta — ez azonban néha lehet sötétszürke is, a fa dél felé néző oldalán pedig egyenesen fekete. A kéreg mindig mélyen barázdált. Ágai pirosasbarnák.
Vesszői karcsúak, végálló rügyei kicsik, 4–11 mm-esek. A rügyeket vörösbarna rügypikkelyek borítják. Szárnyasan összetett levelei 30–60 cm-esek, a levélkék 3–10 cm-es levélkenyélen ülnek. Jól felismerhető leveleinek bordaközi szőrcsomóiról.
Diójának a héja vastag, kemény. 

## Életmódja, termőhelye
Száraz, felföldi területeken nő.

## Felhasználása
Dióját az indiánok fogyasztották. 